# Nepenthes of Mount Kinabalu
Nepenthes of Mount Kinabalu is een monografie van de Japanse botanicus Shigeo Kurata. Het behandelt de Nepenthes-bekerplanten op de berg Kinabalu en het omliggende gebied in het nationaal park Kinabalu in Sabah, Borneo. Het werd in 1976 door Sabah National Parks Trustees als brochure gepubliceerd. In het voorwoord schrijft Kurata:

While Nepenthes were often enumerated as an important component of the flora of this mountain, a book on this genus—relating exclusively to Kinabalu had never been published to this date. With such a situation and the interest shown by visitors to the Kinabalu National Park in the genus, Mr. D.V. Jenkins, Assistant Director, Sabah National Parks was prompted to publish a guide book on the species found within the park and I was delighted to be asked to write the text.

## Inhoud
Het werk bepaald zich met name tot de zuidelijke hellingen van de Kinabalu; de rest van de berg was destijds nog weinig onderzocht. Kurata beschrijft zestien soorten: N. alata (tegenwoordig endemisch op de Filipijnen), N. ampullaria, N. bicalcarata, N. burbidgeae, N. edwardsiana, N. fusca, N. gracilis, N. lowii, N. mirabilis, N. rafflesiana, N. rajah, N. reinwardtiana, N. stenophylla, N. tentaculata, N. villosa en een nog niet beschreven soort, welke later door Kurata werd gepubliceerd als N. macrovulgaris. Veel van deze soorten waren destijds nog niet in het nationaal park aangetroffen, maar wel in de directe omgeving ervan.

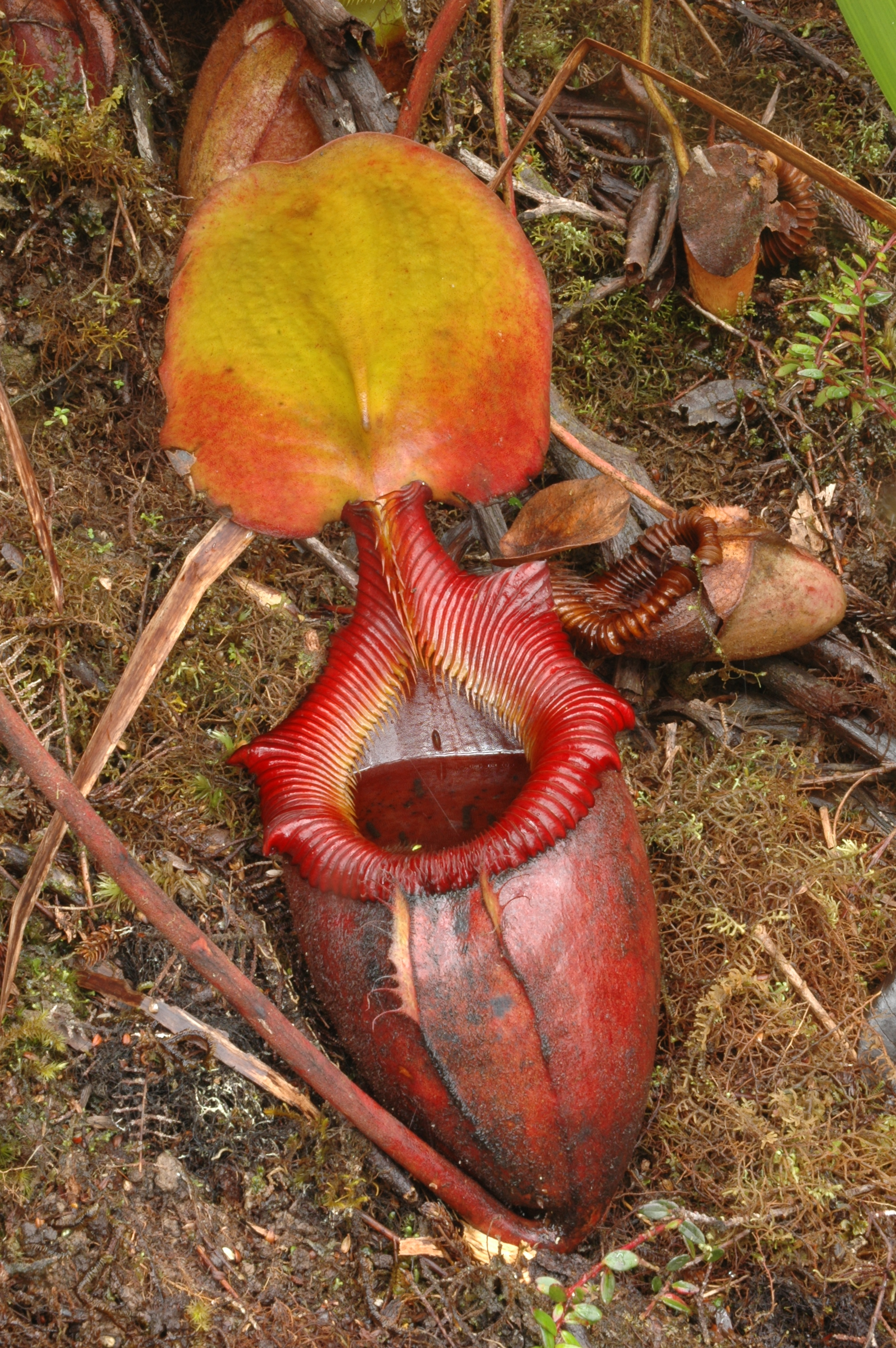
N. × kinabaluensis werd in de monografie voor het eerst beschreven.

De monografie bevat ook een gedetailleerde beschrijving van drie natuurlijke hybriden: N. × harryana (N. edwardsiana × N. villosa), N. × hookeriana (N. ampullaria × N. rafflesiana) en de voor het eerst beschreven N. × kinabaluensis (N. rajah × N. villosa).

## Ontvangst
Nepenthes of Mount Kinabalu werd onder andere geprezen om de kwalitatieve kleurenfoto's van de planten in hun natuurlijke habitat. De publicatie van Kurata's monografie zorgde voor een hernieuwde belangstelling in het geslacht Nepenthes.